# Saint-Cirgues-la-Loutre
Saint-Cirgues-la-Loutre – miejscowość i gmina we Francji, w regionie Nowa Akwitania, w departamencie Corrèze.
Według danych na rok 1990 gminę zamieszkiwało 230 osób, a gęstość zaludnienia wynosiła 12 osób/km² (wśród 747 gmin Limousin Saint-Cirgues-la-Loutre plasuje się na 408. miejscu pod względem liczby ludności, natomiast pod względem powierzchni na miejscu 361.).